# 闇は集う
『闇は集う』（やみはつどう）は、松本洋子による日本の漫画作品。
『なかよし』（講談社）にて1994年2月号から1999年3月号まで連載された。
単行本は8巻まで刊行され、巻末に【第9巻に続く】となっていたが刊行されることなく、なかよし別冊付録の「夜に消える翼」が実質の最終巻となった。そのため現在は非常に入手困難となっており、読むにはネットオークション等で地道に探す他ない状況である。

## あらすじ
さまよえる魂たちが訪れる「闇の中のどこかの部屋」。生きている人間は決して行くことのできない其処で、魂たちは番人に出会い、それぞれの思いを打ち明ける。様々な魂たちが番人によって導かれるオムニバス。

## 登場人物

### メインキャラクター
番人
ほぼ全話に登場する。「闇の中のどこかの部屋」の番人。耳がとがっており、瞳が赤い。見た目は中学生程度の少年だが、「部屋」には時間が存在しないため、年齢も寿命も計ることが出来ない。
さまよえる魂を「生の道へ戻るべきか」「死の道へ進むべきか」を判断する。常に薄く微笑みを浮かべており、滅多に怒ることはないクールな性格。好きなものは綺麗な魂。
死へ進む魂は、番人と手を繋ぐことで先へ進むことが出来る。他にも記憶を操作したりする力もある。
死神
死者の魂を運ぶ役目を持つ黒衣の男。普通の人間には見えないが、ごく稀に見える人間もいる。決して自身で人を殺すことはなく、ただ死期が近づいた者の近くに訪れているだけに過ぎない。ただし、寿命を入れ替える方法はある。番人とは仕事仲間で、仲も悪くはない。本作以外にも登場。
悪魔
人間を陥れ、死すべきでない魂を手に入れようとする男。番人同様に、魂の記憶を操作する力を持つ。番人とは事あるごとに衝突しているものの、悪魔が一方的にライバル視しているだけで、番人の方は何とも思っていない。
暮崎真澄
30代前半の普通の人間。弁護士であり、作中いたるところに登場する。時にはあくどい方法も使うが、賢く良心的な性格。麻輝という中学生の姪がおり、彼女もよく登場する。麻輝に「真澄ちゃん」と呼ばれるのが何より苦手。

### ゲストキャラクター
瀬川七海
「空と海の間で……」に登場。美術部員の少女。岬の灯台が描かれた絵に出会い、惹かれていくが、その絵を描いた女生徒は自殺していた。彼女の話から「最後の魂」までの登場人物は、同時に部屋にやってきたことになっている。
倉沢淳
「思い出の写真」に登場。幼い頃から病気がちだった少年。家族と友人に囲まれ、満足した人生だったが唯一の心残りは死の直前に見ていた一枚の写真だった。
森丘ひとみ
「暗黒の宴」に登場。家で動物が飼えないため、学校の生物部員として生き物を可愛がっている。しかし、ある日動物たちが殺され、その魔の手がひとみ自身にも襲いかかる。決して後悔しないと断言し生き返るが、番人によって見せられた真実はあまりにも残酷なものだった。
清水哉子
「眠れる森の……」に登場。演劇部員の少女。練習中のアクシデントから主役をすることとなったが、彼女が舞台上で飲んだグラスには毒が仕込まれていた。様々な人間模様が絡み合う舞台の裏側を知らずにいた彼女は、自身に降りかかった運命を番人によって示される。
有賀雅美
「最後の魂」に登場。友人たちと共に同級生に虐めを続け、その同級生を自殺に追いやった少女。当人に死んだ覚えはないのに番人の部屋に呼ばれ、無事現世へ帰り着いたが、その後恐怖の体験をすることとなる。
藤枝瞳子
「迷子の森」に登場。小さい頃、幼馴染みの綾と2人で深い森へ迷い込んでしまい、そこで出会った妖精に鏡を渡された過去を持つ。その後、番人の元へやってきた時、何故か記憶をなくしていた。
長尾香住
「最後の晩餐」に登場。いさかいの絶えない両親の元、孤独に生きる幼稚園児。離婚が決定的になった時、彼女は想像を絶する決断をする。
浅倉直人
「呼ぶ声」に登場。人生に絶望し、自殺した少年。自分の味方は誰もいないと思っていたが、番人によって衝撃的な事実を見せられることとなる。
茅野麻衣
「悪夢がその目を閉じるまで」に登場。憧れていた先輩から告白され、幸せいっぱいだった少女。しかし、その頃から彼女の周辺で次々と殺人事件が起こり始める。
川合みすず
「いつかどこかで……」に登場。文通相手に見栄を張って、美人の友人の写真を送ってしまった少女。いざ会うことになり、あわてた彼女は歩道橋の階段から転落してしまい、番人の元へと辿り着くことに。最終的なオチがコメディタッチの珍しい作品。
可苗
「ルナティック・ナイト」に登場。下校中、大金の入った鞄を見つけた4人の少女のうちの1人。欲望にかられ、友人を手にかけてしまった彼女たちには、恐ろしいことが次々と起こるようになる。
旺美
「闇にその名を呼べば……」に登場。友達のちひろの憧れの人・お兄ちゃんに、興味津々の少女。しかし、彼は既に他界していることを知ってしまう。
中原香耶
「ミッドナイト・シンデレラ」に登場。訳あって四條財閥に突然引き取られた少女。素行が悪く乱暴の限りを尽くし、遂には令嬢・舞由子まで手にかけようとする。
中川絵里
「ライバル」に登場。同級生の律子と毎回テストの度にトップを争っている。だが、そこに一人の男子生徒が加わったことで、競争心は殺意へと変わっていく。
さつき
「木霊がわすれない」に登場。7年ぶりに祖父母の住む田舎へやってきた少女。そこで小さな男の子と出会ったことで、封じられた過去の記憶が解かれ、やがて恐怖へと変わっていく。
早坂
「愛がこごえる時」に登場。英語教師に憧れを抱く少女。その教師を影から狙う女性の存在に気づいた時、事件へと巻き込まれることとなる。
武藤尚美
「もう一度バレンタイン」に登場。幼馴染みに告白しようとするも、既に彼女がいることを知り身を引いた少女。しかし、その彼女は事故死してしまう。
神坂玖美
「鏡よ鏡……」に登場。彼女に関わった人物は皆、不幸に見舞われることから悪霊に取り憑かれているという噂をもつ少女。遠い記憶を辿った末に、彼女はその真実に行き当たる。
友川奈々
「黒衣の使者」に登場。死神が見えてしまう少女。ただ見えるだけであり、殺人を食い止めることは出来ず落ち込んでしまう。しかし、その影が最も大切な人へ向けられた時、彼女は決断することになる。
亜純
「Good bye my dear...」に登場。幼少期、火事に遭い大切なぬいぐるみを失った少女。ショーウインドウによく似たぬいぐるみを見つけるが、彼女にとってそのぬいぐるみの思い出は、ただの懐かしさだけではなかった。彼女の話を皮切りに、「罪の幻影」までは繋がった作品となっている。
北原真波
「呪われた日記帳」に登場。一冊の日記帳を見つけ、好奇心から購入した少女。直後、偶然知り合った男性に惹かれるが、その頃から日記に書いた覚えのない、殺意に満ちた文字が綴られるようになっていく。
御崎まりえ
「幸福な少女」に登場。身寄りがない上に身体が弱く、病室で一生を終えた。周囲に渦巻く悪意などに全く気がつかず、幸せなままで旅立った少女。
唯川麻輝
「毎日がミステリー」に登場。ミステリー好きの少女で、暮崎の姪。あるアパートの立ち退きを断り続ける男性に疑問を持ち、事件の真相を暴こうと行動を開始する。「こぶたたちのラプソディー」にも登場。
井上沙夜子
「罪の幻影」に登場。理由のない殺意の視線に怯える女性。その視線の真実に気づき、一度は復讐を決意する。
毛利さやか
「こぶたたちのラプソディー」に登場。あることがきっかけで、莫大な財産を引き継ぐ候補となった少女。友人の麻輝と共に豪邸へ乗り込むが、翌朝そこには何もなくなっていた。「毎日がミステリー」「夜に消える翼」にも登場。
森下美里
「YELL」に登場。幾度となく危険な目に遭う少女。その時には、必ずある人物の影が付きまとっていた。
御津倉留花
「聖域」に登場。義兄を慕う少女。しかし義兄には突然消えてしまった恋人がいた。義兄の想いを受け入れながらも、全ての真相を彼女は知っていた。
皆川知里
「夜に消える翼」に登場。不慮の事故で崖から転落死した少女。しかし彼女の死後、親友2人の元へ手紙が届く。その頃から、2人を監視するような視線がまとわりつくようになる。
森住航
「夜に消える翼」に登場。学校でも問題の不良少年。突如死んでしまい番人の元を訪れるが、その目的は復讐ではなく、残した手紙の行く末だった。だが、自身の死の真相を知り、その考えは変わっていく。
由美子
「夜に消える翼」に登場。最終話の最後の魂。生まれつき身体が弱く、ずっと寝たきりだったことが心残りで、死後も番人の元へ迷い込んでしまう。3年間の「思い出」と共に、満足し旅立っていった。

## 書誌情報
なかよしKCから全8巻。
- 闇は集う（1） 1994年10月6日 ISBN 978-4-06-178789-6
- 闇は集う（2） 1995年1月9日 ISBN 978-4-06-178794-0
- 闇は集う（3） 1995年8月7日 ISBN 978-4-06-178812-1
- 闇は集う（4） 1996年4月5日 ISBN 978-4-06-178829-9
- 闇は集う（5） 1996年10月5日 ISBN 978-4-06-178844-2
- 闇は集う（6） 1997年2月6日 ISBN 978-4-06-178853-4
- 闇は集う（7） 1997年9月5日 ISBN 978-4-06-178870-1
- 闇は集う（8） 1998年4月6日 ISBN 978-4-06-178885-5